# Mwaniko (Mwanga)
Mwaniko è una circoscrizione rurale (rural ward) della Tanzania situata nel distretto di Mwanga, regione del Kilimangiaro. Conta una popolazione di 7 741 abitanti (censimento 2012).